# Rio Torto (Emilia-Romagna)
Il rio Torto è un piccolo corso d'acqua che scorre nell'Appennino bolognese.
Nasce dalle pendici del monte della Scoperta (1273 m), a circa 1100 metri di altitudine, presso la località San Giuseppe nel territorio del comune di Vernio, in provincia di Prato. Dopo un breve tratto entra nella provincia di Bologna, mantenendo un'andatura verso nord; giunto poco dopo presso il massiccio denominato poggio delle Vecchiette, lambisce e riceve il tributo di una sorgente solforosa. Il suo percorso totale, lungo circa 3 chilometri, termina nel lago del Brasimone, del quale costituisce, insieme col torrente Brasimone, uno dei maggiori immissari.